# 노브레싱
《노브레싱》(No Breathing)은 2013년 10월 30일에 개봉된 대한민국의 수영 영화이다.

## 캐스팅
- 서인국 - 조원일 역
- 이종석 - 정우상 역
- 권유리 - 정은 역
- 박철민 - 재석 역
- 박정철 - 장 코치 역
- 신민철 - 정동 역
- 선우재덕 - 우상 부 역
- 조아영 - 세미 역
- 김재영 - 대찬 역
- 전보미 - 하나 역
- 이창주 - 우현 역
- 박현우 - 조민국 역
- 남다름 - 어린 정우상 역
- 유승용 - 어린 조원일 역
- 김보민 - 어린 정은 역
- 정민성 - 아나운서 역
- 윤균상 - 수영부 1 역
- 이일민 - 수영부 2 역
- 남도형 - 프롤로그 아나운서 역
- 안장혁 - 프롤로그 해설자 역
- 염지영 - 영어선생 역
- 김리원 - 기자 2 역
- 송예주 - 여의사 역
- 정미남 - 건달아저씨 역
- 김훈호 - 관계자 1 역
- 최민금 - 중국집 여주인 역
- 박용진 - 버스기사 역
- 이종구 - 신임 수영협회장 역
- 권동원 - 진행요원 역
- 박용식 - 수영협회장 역 (특별출연)
- 김영선 - 우상 모 역 (특별출연)
- 양준혁 - 본인 역 (특별출연)
- 김정학 - 한 기자 역 (특별출연)
- 김원효 - 열쇠아저씨 역 (특별출연)
- 오인혜 - 체고 여자코치 역 (특별출연)